# 1972 a sportban
1972 főbb sporteseményei a következők voltak:

## Események

### Január
- 1971. december 26.–január 3. tenisz Australian Open
- január 11–15. műkorcsolya eb, Göteborg
- január 15–16. női gyorskorcsolya eb, Inzell
- január 22–23. férfigyorskorcsolya eb, Davos

### Február
- február 3–13. 1972. évi téli olimpiai játékok, Szapporo
- február 18–20. fedett pályás sportlövő eb, Belgrád
- február 19–20. férfi gyorskorcsolya vb, Oslo
- február 26–27. gyorskorcsolya sprint vb, Eskilstuna
- február 27. kerékpár terep-vb, Prága

### Március
- március 3–12. jégkorong vb C csoport, Csíkszereda
- március 4–5. női gyorskorcsolya vb, Heerenveen
- március 7–11. műkorcsolya vb, Calgary
- március 11–12. atlétika fedettpályés eb, Grenoble
- március 24.–április 4. jégkorong vb B csoport, Bukarest
- március 25–26. sírepülő vb, Planica

### Április
- április 5–22. asztalitenisz eb, Rotterdam
- április 7–22. jégkorong vb A csoport, Prága
- április 24–30. birkózó eb, Katowice
- április 27.–május 14. Vuelta

### Május
- május 10.–június 27. női sakkvilágbajnoki párosmérkőzés, Riga
- május 11–14. cselgáncs eb, Voorburg
- május 13–21. súlyemelő eb, Konstanca
- május 14–18. sportlövő vb, Madrid
- május 21.–június 11. Giro d’Italia
- május 22.–június 4. tenisz Roland Garros
- május 24–27. fogathajtó vb, Münster
- május 27.–június 2. teke vb, Split

### Június
- június 14–18. labdarúgó eb négyes döntő, Antwerpen, Liège, Brüsszel
- június 26.–július 9. tenisz Wimbledon

### Július
- július 11–szeptember 1. férfi sakkvilágbajnoki párosmérkőzés az izlandi Reykjavíkban, amelyen Bobby Fischer megszerezte a világbajnoki címet.
- július 22–23. Íjász eb, Luxembourg
- július 29.–augusztus 2. pályakerékpár vb (olimpián nem szereplő számok), Marseille

### Augusztus
- augusztus 5. kerékpár női országúti vb, Gap
- augusztus 10–13. női evezős eb, Brandenburg
- augusztus 26.–szeptember 11. 1972. évi nyári olimpiai játékok, München
- augusztus 28.–szeptember 10. tenisz US Open

### Szeptember
- szeptember 14–16. tájékozódási futó vb, Etaré Splavy
- szeptember 18.–október 13. XX. férfi és V. női sakkolimpia, Szkopje

### Október
- október 8–október 16. kosárlabda női eb, Várna, Burgasz
- október 8. Emerson Fittipaldi (Lotus) nyerte az 1972-es Formula–1 világbajnokságot

## Születések

### Január
- január 2. – Egil Østenstad, norvég válogatott labdarúgó
- január 9.
  - Vincent Riou, francia tengerész és vitorlázó (főképpen szólóvitorlázó)
  - Sitku Ernő, magyar válogatott kosárlabdázó
- január 15. – Maciej Stolarczyk, lengyel válogatott labdarúgó, edző
- január 16. – Ezra Hendrickson, Saint Vincent és a Grenadine-szigeteki válogatott labdarúgó, edző
- január 17. – Walt McKeel, amerikai baseball játékos († 2019)

### Február
- február 1. – Patrice L’Heureux, kanadai profi ökölvívó († 2018)
- február 10. – Jean-Paul Davis, kanadai jégkorongozó
- február 12. – Margit Pörtner, Európa-bajnok, olimpiai ezüstérmes dán curlingversenyző († 2017)
- február 13. – Božidar Jović, olimpiai- és világbajnok horvát válogatott kézilabdázó
- február 14. – Stark Tibor, magyar súlyemelő, olimpikon
- február 21. – Alan Norris, angol dartsjátékos
- február 22. – Michael Chang, amerikai teniszező
- február 24. – Larry Amar, pánamerikai játékok bronzérmes amerikai gyeplabdajátékos, olimpikon († 2020)

### Március
- március 6. – Shaquille O’Neal, olimpiai és világbajnok, NBA-győztes amerikai kosárlabdázó
- március 7. – Radoki János, magyar származású német labdarúgó, edző
- március 12. – Mensur Suljović, szerb születésű osztrák dartsjátékos
- március 17. – Mia Hamm, olimpiai és világbajnok amerikai válogatott labdarúgó

### Április
- április 9. – Kasper Hjulmand, dán labdarúgó, edző
- április 16.
  - Antonio Alfonseca, World Series bajnok dominikai baseballjátékos
  - Conchita Martínez, spanyol teniszező
- április 21. – Vidar Riseth, norvég válogatott labdarúgó
- április 28. – Nagy Mariann, magyar válogatott labdarúgó

### Május
- május 7. – Peter Dubovský, szlovák labdarúgó († 2000)
- május 9.
  - Miloslav Penner, cseh labdarúgó († 2020)
  - Daniela Silivaș, többszörös olimpiai, világ- és Európa-bajnok román tornász
- május 10.
  - Ivo Díaz, kubai-magyar kettős állampolgárságú kézilabdázó
  - Christian Wörns, német válogatott labdarúgó
- május 12. – Alfonso Obregón, ecuadori válogatott labdarúgó
- május 19. – Željko Babić, horvát kézilabdázó, edző
- május 25. – Piotr Stokowiec, lengyel labdarúgó, edző
- május 28. – Michael Boogerd, holland kerékpáros
- május 31. – Leszek Ojrzyński, lengyel labdarúgó, edző

### Június
- június 8. – Frédéric Esther, francia ökölvívó
- június 17. – Horváth Péter, sakkozó, nemzetközi nagymester
- június 23. – Zinédine Zidane, aranylabdás világ- és Európa-bajnok francia válogatott labdarúgó
- június 26. – Faiq Cabbarov, azeri válogatott labdarúgó, hátvéd († 2017)
- június 30.
  - Bökk Katalin. magyar válogatott női labdarúgó
  - Carlos Clos Gómez, spanyol nemzetközi labdarúgó-játékvezető

### Július
- július 1. – Steffi Nerius, világbajnok, olimpiai ezüstérmes német gerelyhajítónő
- július 9. – Leonel Pontes, portugál labdarúgóedző
- július 12. – Benedek Tibor, olimpiai bajnok, Európa- és világbajnok magyar válogatott vízilabdázó († 2020)
- július 25. – Héctor Vinent, olimpiai és világbajnok kubai ökölvívó

### Augusztus
- augusztus 28. – Franck Boidin, világbajnok, olimpiai bronzérmes francia tőrvívó, edző
- augusztus 30. – Pavel Nedvěd, aranylabdás cseh válogatott labdarúgó

### Szeptember
- szeptember 20. – Godwin Okpara, nigériai válogatott labdarúgó
- szeptember 26. – Alfonso Pérez Muñoz, olimpiai bajnok spanyol válogatott labdarúgó

### Október
- november 3. – Ugo Ehiogu, angol válogatott labdarúgó, hátvéd, edző († 2017)
- október 20. – Dmitrij Anatoljevics Alenyicsev, orosz válogatott labdarúgó középpályás, edző, politikus

### November
- november 4. – Luís Figo, aranylabdás portugál válogatott labdarúgó
- november 16. – Aurelia Dobre, világbajnok és olimpiai ezüstérmes román tornász, edző, koreográfus és tánctanár
- november 18. – Szerhij Viktorovics Szkacsenko, ukrán válogatott labdarúgó
- november 23. – Alf-Inge Håland, norvég válogatott labdarúgó

### December
- december 1. – Stanton Barrett, amerikai NASCAR-versenyző
- december 9.
  - Fabrice Santoro, francia teniszező
  - Maikro Romero, olimpiai és világbajnok kubai ökölvívó
- december 11.
  - Daniel Alfredsson, olimpiai bajnok és világbajnoki ezüstérmes svéd jégkorongozó
  - Sigurd Rushfeldt, norvég válogatott labdarúgó
- december 24. – Álvaro Mesén, Costa Rica-i válogatott labdarúgó
- december 25. – Luelseghed Ghebremichael, eritreai nemzetközi labdarúgó-játékvezető
- december 28. – Patrick Rafter, ausztrál teniszező

## Halálozások

### Ismeretlen
| Halálozás | Név        | Nemzetiség, sportág, eredmények | Születés |
| --------- | ---------- | ------------------------------- | -------- |
| ?         | Fekete Leó | magyar labdarúgó                | 1885     |

### Január
| Halálozás  | Név               | Nemzetiség, sportág, eredmények                                                      | Születés |
| ---------- | ----------------- | ------------------------------------------------------------------------------------ | -------- |
| január 10. | Emil Johansson    | svéd olimpikon, kötélhúzó                                                            | 1885     |
| január 11. | Egri Gyula        | a Magyar Olimpiai Bizottság elnöke                                                   | 1923     |
| január 11. | Alphonse Van Mele | olimpiai ezüstérmes belga tornász                                                    | 1891     |
| január 24. | Bóbis Gyula       | olimpiai bajnok, világbajnoki ezüstérmes és Európa-bajnoki bronzérmes magyar birkózó | 1909     |

### Február
| Halálozás   | Név            | Nemzetiség, sportág, eredmények                             | Születés |
| ----------- | -------------- | ----------------------------------------------------------- | -------- |
| február 3.  | Sverre Grøner  | olimpiai ezüstérmes norvég tornász                          | 1890     |
| február 14. | Andreas Cervin | olimpiai bajnok svéd tornász                                | 1888     |
| február 19. | Will Jones     | amerikai autóversenyző                                      | 1889     |
| február 28. | Barna Viktor   | / huszonkétszeres világbajnok magyar-angol asztaliteniszező | 1911     |

### Március
| Halálozás | Név | Nemzetiség, sportág, eredmények | Születés |
| --------- | --- | ------------------------------- | -------- |

### Április
| Halálozás   | Név                    | Nemzetiség, sportág, eredmények              | Születés |
| ----------- | ---------------------- | -------------------------------------------- | -------- |
| április 2.  | Gil Hodges             | World Series bajnok amerikai baseballjátékos | 1922     |
| április 6.  | Olaf Pedersen          | olimpiai ezüstérmes dán tornász              | 1884     |
| április 12. | Niels Kristian Nielsen | olimpiai ezüstérmes dán tornász              | 1897     |
| április 29. | Isak Abrahamsen        | olimpiai bajnok norvég tornász               | 1891     |

### Május
| Halálozás | Név       | Nemzetiség, sportág, eredmények | Születés |
| --------- | --------- | ------------------------------- | -------- |
| május 28. | Knud Holm | olimpiai ezüstérmes dán tornász | 1887     |

### Június
| Halálozás  | Név             | Nemzetiség, sportág, eredmények             | Születés |
| ---------- | --------------- | ------------------------------------------- | -------- |
| június 19. | Kristian Larsen | olimpiai ezüstérmes dán tornász             | 1895     |
| június 25. | Carlo Agostoni  | olimpiai és világbajnok olasz párbajtőrvívó | 1909     |

### Július
| Halálozás  | Név             | Nemzetiség, sportág, eredmények              | Születés |
| ---------- | --------------- | -------------------------------------------- | -------- |
| július 17. | Oscar Engelstad | olimpiai bronzérmes norvég tornász           | 1882     |
| július 21. | Ralph Craig     | olimpiai bajnok amerikai rövidtávfutó atléta | 1889     |
| július 21. | Jan Diddens     | belga válogatott labdarúgó, olimpikon        | 1906     |
| július 30. | Kóczán Mór      | olimpiai bronzérmes magyar gerelyhajító      | 1885     |

### Augusztus
| Halálozás     | Név               | Nemzetiség, sportág, eredmények                                             | Születés |
| ------------- | ----------------- | --------------------------------------------------------------------------- | -------- |
| augusztus 4.  | Tor Norberg       | olimpiai bajnok svéd tornász                                                | 1888     |
| augusztus 11. | Charles Mehan     | olimpiai bajnok amerikai rögbijátékos                                       | 1896     |
| augusztus 28. | Gustaf Grönberger | az 1906-os nem hivatalos olimpiai játékokon bronzérmet nyert svéd kötélhúzó | 1882     |

### Szeptember
| Halálozás      | Név            | Nemzetiség, sportág, eredmények | Születés |
| -------------- | -------------- | ------------------------------- | -------- |
| szeptember 1.  | Tor Lund       | olimpiai bajnok norvég tornász  | 1888     |
| szeptember 4.  | Aage Jørgensen | olimpiai ezüstérmes dán tornász | 1900     |
| szeptember 18. | Per Bertilsson | olimpiai bajnok svéd tornász    | 1892     |

### Október
| Halálozás   | Név             | Nemzetiség, sportág, eredmények                                                                        | Születés |
| ----------- | --------------- | --- | -------- |
| október 9.  | Dave Bancroft   | World Series bajnok amerikai baseballjátékos, menedzser, National Baseball Hall of Fame and Museum tag | 1891     |
| október 16. | Johnny Rawlings | World Series bajnok amerikai baseballjátékos                                                           | 1892     |
| október 24. | Jackie Robinson | World Series bajnok amerikai baseballjátékos, National Baseball Hall of Fame and Museum tag            | 1919     |

### November
| Halálozás    | Név             | Nemzetiség, sportág, eredmények                  | Születés |
| ------------ | --------------- | ------------------------------------------------ | -------- |
| november 16. | Goldoványi Béla | olimpiai bronzérmes, Európa-bajnok magyar atléta | 1925     |

### December
| Halálozás    | Név              | Nemzetiség, sportág, eredmények         | Születés |
| ------------ | ---------------- | --------------------------------------- | -------- |
| december 7.  | Humberto Mariles | olimpiai bajnok mexikói lovas díjugrató | 1913     |
| december 16. | Peder Marcussen  | olimpiai bajnok dán tornász             | 1894     |
| december 23. | Eric Green       | olimpiai bajnok brit gyeplabdázó        | 1878     |
| december 27. | Petter Martinsen | olimpiai bajnok norvég tornász          | 1887     |